# Gaillac
Gaillac là một xã trong vùng Occitanie, thuộc tỉnh Tarn, quận Albi, tổng Gaillac. Tọa độ địa lý của xã là 43° 54' vĩ độ bắc, 02° 08' kinh độ đông. Gaillac nằm trên độ cao trung bình là 140 mét trên mực nước biển, có điểm thấp nhất là 105 mét và điểm cao nhất là 288 mét. Xã có diện tích 50,93 km², dân số vào thời điểm 1999 là 11.073 người; mật độ dân số là 217 người/km².

## Thông tin nhân khẩu
| 1962  | 1968   | 1975   | 1982   | 1990   | 1999   | 2005   |
| ----- | ------ | ------ | ------ | ------ | ------ | ------ |
| 8.767 | 10 315 | 10 573 | 10 389 | 10 378 | 11 073 | 12 737 |

## Nhân vật nổi tiếng
- Émilie de Vialar (1797-1856)
- Maurice de Guérin (1810-1839), nhà văn

## Địa điểm tham quan
- Nhà thờ St. Pierre
- Château de Foucaud ngày nay là Viện bảo tàng Nghệ thuật